# مقاطعة كليكيتات (واشنطن)
مقاطعة كليكيتات (بالإنجليزية: Klickitat County)‏ هي إحدى مقاطعات ولاية واشنطون في الولايات المتحدة الأمريكية.